# Debreceni VSC
Debreceni VSC of kortweg DVSC is een Hongaarse voetbalclub uit Debrecen. De bijnaam van de club is Loki, deze komt van de banden met de spoorwegen. Ze zijn internationaal het meest bekend vanwege het bereiken van de groepsfase van de UEFA Champions League 2009/10, als tweede Hongaarse club ooit.

## Geschiedenis
De club werd op 12 maart 1902 opgericht. Het professionalisme werd in 1926 in Hongarije ingevoerd en Bocskai Debrecen werd de leidende club in de stad, waardoor DVSC in de lagere divisies bleef steken. Na financiële problemen bij Bocskai werd DVSC de grootste club en bereikte in 1942/43 voor het eerst de hoogste klasse. DVSC werd een echte liftploeg de volgende 50 jaar en degradeerde acht keer. In de communistische tijd werd de naam ook verscheidene malen veranderd (zie onder).
In 1993 promoveerde de club opnieuw naar de hoogste afdeling. Langzaamaan werd de club een topclub en in 1999 haalde de club een eerste prijs binnen: de Beker van Hongarije. Ook in 2001 werd de club bekerwinnaar. In 2005 was de club ongenaakbaar en haalde de titel binnen. Die stunt herhaalde het in 2006, toen de club pas op de allerlaatste speeldag over Újpest FC wipte. Ook in 2007 werd het team landskampioen. DVSC won ondertussen ook driemaal op een rij de supercup van Hongarije: in 2005, 2006 en 2007. In 2020 degradeerde de club na 27 jaar uit de hoogste klasse. Al na één seizoen promoveerde de club terug naar het hoogste niveau. In 2023 wist de club knap derde te worden en behaalde zo een ticket voor de kwalificaties van de UEFA Conference League.

### Naamsveranderingen
- 1902 : Opgericht als Egyetértés FC Debrecen
- 1912 : Debreceni VSC
- 1948 : Debreceni VSE
- 1949 : Debreceni Lokomotiv
- 1956 : Debreceni Törekvés
- 1957 : Debreceni Vasutas
- 1979 : Debreceni MVSC (fusie met Debreceni MTE)
- 1989 : Debreceni VSC (ontbinding van die fusie)

## Erelijst
- NB I Landskampioen

2005, 2006, 2007, 2009, 2010, 2012, 2014
- Beker van Hongarije

Winnaar: 1999, 2001, 2008, 2010, 2012, 2013,
Finalist: 2003, 2007
- Hongaarse Supercup

2005, 2006, 2007, 2009, 2010

## Eindklasseringen vanaf 1960
| 1 |

| 13 |

| 1 |

| 12 |

| 14 |

| 13 |

|  |

|  |

|  |

|  |

|  |

|  |

|  |

| 3 |

|  |

|  |

|  |

|  |

|  |

| 3 |

| 1 |

| 15 |

| 6 |

| 11 |

| 15 |

| 2 |

| 8 |

| 13 |

| 12 |

| 15 |

| 1 |

| 14 |

| 15 |

| ? |

| 1 |

| 7 |

| 3 |

| 4 |

| 5 |

| 9 |

| 9 |

| 6 |

| 11 |

| 9 |

| 3 |

| 3 |

| 1 |

| 1 |

| 1 |

| 2 |

| 1 |

| 1 |

| 5 |

| 1 |

| 6 |

| 1 |

| 4 |

| 3 |

| 8 |

| 5 |

| 3 |

| 11 |

| 1 |

| 7 |

| 3 |

| 5 |

| 9 |

| NB I | NB II |

## Debreceni VSC in Europa
Debreceni VSC speelt sinds 1980 in diverse Europese competities. Hieronder staan de competities en in welke seizoenen de club deelnam:
- Champions League (7x)

2005/06, 2006/07, 2007/08, 2009/10, 2010/11, 2012/13, 2014/15
- Europa League (7x)

2010/11, 2012/13, 2013/14, 2014/15, 2015/16, 2016/17, 2019/20
- Conference League (1x)

2023/24
- UEFA Cup (5x)

1999/00, 2001/02, 2003/04, 2005/06, 2008/09
- Intertoto Cup (2x)

1998, 2004
- Mitropacup (2x)

1980, 1986

## Spelers
- Adnan Alisic
- Leandro de Almeida
- Tibor Dombi
- Balázs Dzsudzsák
- Zoltán Nagy
- Tamás Sándor
- Marius Șumudică
- Jimmy Jones Tchana
- Aco Stojkov
- István Szűcs